# Азазель (мини-сериал, 2002)
«Азазе́ль» — российский четырёхсерийный мини-сериал Александра Адабашьяна, созданный по мотивам одноимённого романа Бориса Акунина о приключениях Эраста Фандорина. Производством проекта занималась Студия ТРИТЭ Никиты Михалкова. Для мини-сериала писатель переписал некоторые сцены с целью их сокращения, а также удалил мелких второстепенных персонажей.
Премьерный показ всех серий состоялся 10 марта 2002 года на телеканале «ОРТ» с 19:05 до 22:30.
В 2003 году мини-сериал стал обладателем двух премий ТЭФИ.

## Содержание
Чиновник четырнадцатого класса Эраст Петрович Фандорин служит письмоводителем в Сыскном отделении и мечтает стать сыщиком. Случайно он становится вовлечён в расследование загадочного самоубийства. В процессе распутывания нитей преступления Фандорин выходит на след таинственной организации «Азазель», члены которой занимают важнейшие государственные посты в разных странах и влияют на мировую политику, экономику и культуру.

## В главных ролях
| Актёр               | Роль                             |
| ------------------- | -------------------------------- |
| Илья Носков         | Эраст Петрович Фандорин          |
| Марина Неёлова      | леди Катерина Эстер              |
| Сергей Безруков     | Иван Францевич Бриллинг          |
| Олег Басилашвили    | генерал Мизинов                  |
| Марина Александрова | Елизавета фон Эверт-Колокольцева |
| Лариса Борушко      | Амалия Казимировна Бежецкая      |
| Сергей Чонишвили    | Ипполит Александрович Зуров      |
| Эва Шикульская      | фрейлейн Пфуль                   |

## В ролях
| Актёр                                                 | Роль                                          |
| ----------------------------------------------------- | --------------------------------------------- |
| Дмитрий Бурханкин (первая, вторая серии)              | Кокорин                                       |
| Кирилл Пирогов (первая, вторая серии)                 | студент Николай Степанович Ахтырцев           |
| Феликс Антипов (первая, вторая серии)                 | Ксаверий Феофилактович Грушин                 |
| Юрий Авшаров (первая, третья серии)                   | Георг                                         |
| Евгений Гришковец (первая, вторая, четвёртая серии)   | Ахимас Вельде                                 |
| Александр Солдатов (первая серия)                     | Кукин                                         |
| Виктор Абросимов (первая серия)                       | служитель полицейского морга                  |
| Николай Жирнов (первая серия)                         | помощник пристава                             |
| Алексей Головин (первая серия)                        | швейцар Эверт-Колокольцевых                   |
| Сергей Фролов (первая серия)                          | привратник в университете                     |
| Александр Орловский (вторая, третья, четвёртая серии) | Каннингем                                     |
| Александр Комиссаров (вторая, четвёртая серии)        | Тимоша                                        |
| Павел Абдалов ((вторая, четвёртая серии)              | дворецкий Джон                                |
| Василий Куприянов ((вторая, четвёртая серии)          | Александр Аполлодорович фон Эверт-Колокольцев |
| Виктор Поляков ((вторая, четвёртая серии)             | профессор Бланк                               |
| Любовь Руднева ((вторая, четвёртая серии)             | Аграфена Кондратьевна                         |
| Игорь Гусев (вторая серия)                            | первый чиновник                               |
| Александр Кузьмичёв (вторая серия)                    | второй чиновник                               |
| Алексей Силаев (вторая серия)                         | Миша                                          |
| Денис Шувалов (вторая, четвёртая серии)               | Саввушка                                      |
| Иван Ролдугин (вторая серия)                          | Филя                                          |
| Александр Аблязов (вторая серия)                      | первый офицер                                 |
| Александр Сухарев (вторая серия)                      | второй офицер                                 |
| Николай Колчицкий (вторая серия)                      | потный гоподин                                |
| Георгий Шмелёв (вторая серия)                         | старичок с лорнетом                           |
| Юрий Потёмкин (вторая серия)                          | лакей Жан                                     |
| Александр Фурсенко (вторая серия)                     | усатый майор                                  |
| Игорь Письменный (третья серия)                       | портье в гостинице                            |
| Юрий Нифонтов (третья серия)                          | Порфирий Мартынович Пыжов                     |
| Валентин Голубенко (третья серия)                     | Клаус                                         |
| Борис Панин (третья серия)                            | хозяин трущобной гостиницы                    |
| Юрий Амиго (третья серия)                             | первый чиновник на почтамте                   |
| Олег Лопухов (третья серия)                           | второй чиновник на почтамте                   |
| Владимир Иванов (третья серия)                        | кучер Каннингема                              |
| Валентин Самохин (третья серия)                       | студент Ишимов                                |
| Ярослав Венлих (третья серия)                         | нервный игрок                                 |
| Зденек Купка (третья серия)                           | крупье                                        |
| Вячеслав Жолобов (четвёртая серия)                    | Белозёров                                     |
| Александр Пожаров (четвёртая серия)                   | кондуктор                                     |
| Тамара Цыганова (четвёртая серия)                     | первая дама                                   |
| Любовь Анисимова (четвёртая серия)                    | вторая дама                                   |
| Иван Моховиков (четвёртая серия)                      | фельдъегерь                                   |
| Елена Данилова (четвёртая серия)                      | Эверт-Колокольцева                            |
| Сергей Горбатов (четвёртая серия)                     | мальчик-певец                                 |
| Павел Чистяков (четвёртая серия)                      | мальчик на свадьбе                            |

## Саундтрек
В качестве музыки к фильму были записаны фрагмент оперной арии и старинные русские романсы:
- Александр Иванов — Куда, куда вы удалились (ария Ленского из оперы «Евгений Онегин»)
- Борис Гребенщиков — Снился мне сад
- Колибри — Титулярный советник
- Дети Picasso — Душечка
- Мумий Тролль — Смейся, смейся громче всех
- МультFильмы — Забыть так скоро
- Несчастный Случай — Ямщик, не гони лошадей
- Ногу Свело — На заре ты её не буди
- Ночные Снайперы — У церкви стояла карета
- Пелагея — Не уходи, побудь со мною
- Чайф — Но я Вас всё-таки люблю
- Чичерина — В лунном сиянии
- Юрий Шевчук — Гори, гори, моя звезда
- Витас — Отцвели уж давно хризантемы в саду
- Пелагея — Я ехала домой

## Награды и номинации
- Российская индустриальная телевизионная премия «ТЭФИ — 2002»:
  - победа в номинации «Сценарист» — Борис Акунин
  - победа в номинации «Оператор» — Павел Лебешев
  - номинация на приз в категории «Телевизионный художественный/игровой фильм»
- «Золотой орёл — 2003»:
  - номинация на премию в категории «Лучший игровой телевизионный фильм»